# Сапаров, Мекан Мередович
Мекан Сапаров (туркм. Mekan Saparow; род. 22 апреля 1994, Туркменистан) — туркменский футболист, защитник клуба «Алтын Асыр» и сборной Туркменистана.

## Клубная карьера
Начал свою профессиональную карьеру в 2011 году в составе команды «Балкан». В 2013 году вместе с клубом выиграл Кубок президента АФК. В 2015 году находился в двухмесячной аренде в «Ахале», выступал за клуб в Кубке АФК.

## Карьера в сборной
Выступает за молодёжные сборные Туркменистана, участник Кубков содружества 2012, 2013 и 2015 годов. Участвовал в Кубке Президента Туркменистана 2012, был признал лучшим защитником.
Дебютировал за основную сборную Туркменистана 24 мая 2014 года, на матче Кубка вызова против Филиппин (0:2). 12 ноября 2015 года забил свой первый гол за сборную, поразив ворота Ирана.

## Достижения
- Чемпион Туркменистана: 2012
- Обладатель Кубка Туркменистана: 2012
- Финалист Суперкубка Туркменистана: 2013
- Обладатель Кубка Президента АФК: 2013